# 疊氮酸
疊氮酸，分子式HN3，在常溫常壓下為一種無色、具揮發性、有刺激臭、高爆炸性的液體。是擬鹵化氫的一種。

## 應用
疊氮酸主要用於保存貯存溶液（stock solution），以及作為一種試劑。

## 歷史
疊氮酸在1890年首先由西奥多·库尔提斯分离出來。(Berichte, 1890, 23, p.3023).

## 化學性質
可溶於水，且其溶液可溶解許多金屬（如鋅、鐵），放出氫氣並形成疊氮化物的鹽類。
其所有的鹽類皆具爆炸性，並極易與碘代烃反應。疊氮酸的某些性質類似氫鹵酸，如與鉛、銀、亞汞离子形成難溶於水的鹽類。金屬鹽在無水形式下皆可形成結晶，並受熱分解，產生純金屬的殘渣。疊氮酸是一種弱酸（p𝘒ₐ 4.6-4.7）。

## 製造
疊氮酸通常由疊氮化物，如疊氮化鈉等鹽類酸化產生。一般而言，疊氮化鈉的水溶液含有極少量疊氮酸，與疊氮酸鹽形成平衡，加入強酸後則大部分轉化為疊氮酸。再由分餾法即可製得純品。

## 毒性
疊氮酸具揮發性及劇毒，毒性接近氰化氫，會對皮膚與黏膜造成嚴重刺激。其具有嗆鼻的氣味，蒸氣能引發強烈的頭痛。此化合物為非累積性的毒物。

## 外部連結
- OSHA: 疊氮酸（英文） （页面存档备份，存于）

本条目包含来自公有领域出版物的文本: Chisholm, Hugh (编).  (第11版). London: Cambridge University Press. 1911.
1. ↑  Tutton, A. E. . Nature. 1890-10, 42 (1095)  [2025-05-31]. ISSN 1476-4687. doi:10.1038/042615c0 （英语）.